# Christian Ulmen

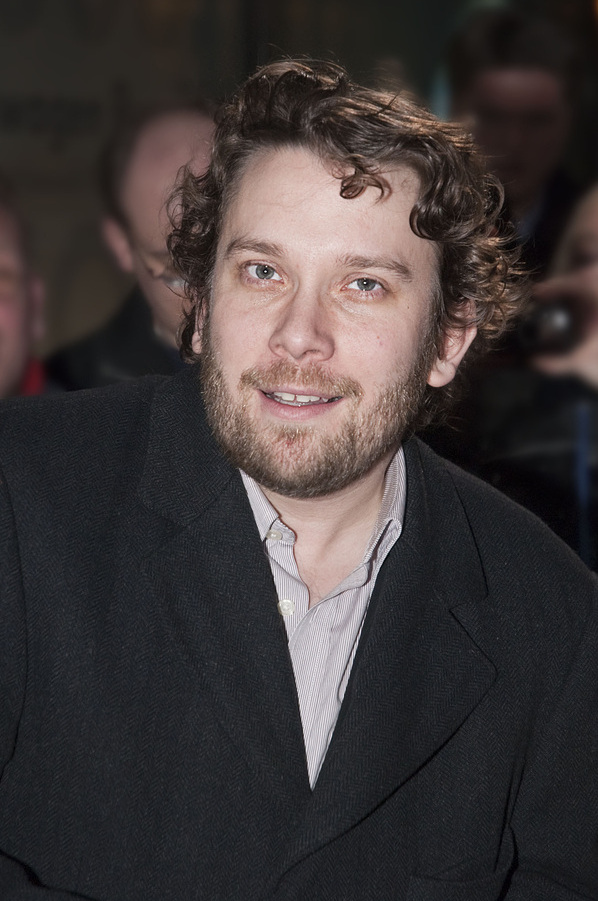
Christian Ulmen auf der Berlinale 2008

Christian Ulmen (* 22. September 1975 in Neuwied) ist ein deutscher Moderator, Hörspielsprecher, Entertainer, Satiriker sowie Produzent, Schauspieler, Synchronsprecher, Autor, Regisseur, Filmeditor und Medienunternehmer.

## Leben

### Frühes Leben und Tätigkeiten als Moderator
Ulmen wurde in Neuwied (Rheinland-Pfalz) als Sohn eines Stadtplaners und einer Friseurin geboren und wuchs in Hamburg auf. Bereits in seiner Jugend war er als Moderator für Radio Hamburg, Radio 107 und OK Radio tätig. Außerdem hatte er eine eigene monatlich im Fernsehen ausgestrahlte Call-in-Sendung im Offenen Kanal Hamburg. Die Sendung hieß wie seine spätere bei MTV Unter Ulmen.
Ulmen bestand 1995 am Charlotte-Paulsen-Gymnasium in Hamburg das Abitur. Weil das Fach Evangelische Theologie keinen Numerus clausus hatte (Ulmen hatte einen Abiturschnitt von 3,6), schrieb er sich an der Universität Hamburg für dieses Fach ein, obwohl er sich trotz Mitgliedschaft in der Jungschar und Konfirmation als „eigentlich nicht gläubig“ bezeichnet. Da er drei Wochen vor Semesterbeginn ein Angebot von MTV bekam, nahm er das Studium allerdings nie auf. Stattdessen arbeitete er weiterhin an Hörfunk- und Fernsehsendungen.
In einer solchen Produktion wurde er 1996 von einem US-amerikanischen Talentscout entdeckt, der ihm einen Job bei MTV Europe anbot. Mit 20 Jahren zog Ulmen nach London und arbeitete fortan für das damals noch europaweit sendende Musikfernsehen MTV und moderierte aufgrund dessen auf Englisch. Dabei sprach er bewusst mit starkem deutschem Akzent, was in England gut ankam, wofür er in seiner Heimat jedoch kritisiert wurde. 1998 regionalisierte MTV sein Programm, Deutschland bekam sein eigenes MTV, und Ulmen sprach nun Deutsch. Nach MTV HOT moderierte er die Personality-Show MTVAlarm aus Hamburg, anschließend Live aus Berlin. Wegen Differenzen mit der neuen Programmdirektion bei MTV kündigte Ulmen 1999.
Danach schrieb er für diverse Printmedien und moderierte bei Radio Fritz (damals ORB, heute RBB), was er noch heute hin und wieder tut, wie auch für das WDR-Programm 1 Live. In dieser Zeit produzierte er mit Harald Schmidt auch eine Pilotshow für Sat.1, die jedoch nie ausgestrahlt wurde. Im Jahr 2000 kehrte Ulmen als Produzent von Unter Ulmen zu MTV zurück, die bis 2003 lief. Von 2004 bis 2006 moderierte er bei MTV mit Ulmens Auftrag eine weitere Sendung. Mit dieser Show erzielte MTV höhere Einschaltquoten als mit Unter Ulmen.

### Als Schauspieler
2003 engagierte Leander Haußmann ihn als Hauptdarsteller für den Kinofilm Herr Lehmann. Nach einem Kurzauftritt in Quabecks Verschwende deine Jugend war dies seine erste große Rolle als Schauspieler. Die Presse bescheinigte ihm ein „bestürzend reifes Debüt“ (Die Welt). Ein Jahr später erhielt er den Bayerischen Filmpreis für seine Darstellung des Herrn Lehmann.
Es folgten seitdem weitere große Kinoproduktionen, in denen Ulmen Hauptrollen oder größere Nebenrollen spielte. 2005 spielte er in Mein neuer Freund für ProSieben; 2007 erschien er dort als Max Munzl in Dr. Psycho, wofür er mit dem Bayerischen Fernsehpreis und dem Adolf-Grimme-Preis geehrt wurde.
Im Oktober 2012 wurde bekannt, dass Ulmen zusammen mit Nora Tschirner als Ermittler-Duo Lessing und Dorn einen Event-Tatort in Weimar für den MDR dreht. Die Folge mit dem Titel Die Fette Hoppe wurde im Weihnachtsprogramm 2013 ausgestrahlt. Aufgrund positiver Resonanz wurden zehn weitere Folgen in dieser Besetzung produziert. Der von ihm verkörperte Kommissar Lessing starb in der am 1. Januar 2021 ausgestrahlten Tatort-Folge Der feine Geist den Serientod.

### Fernsehexperimente mitMein neuer Freundund Ulmen.tv
Schon seine MTV-Produktionen kennzeichnete ein hohes Maß experimenteller Spielfreude und Provokation. Ulmen nannte das in einem Interview „den alltagsroutinierten Geist überfordern“. Der Rolling Stone bezeichnete seine meist von versteckten Kameras aufgenommenen Aktionen als Alltagspoesie, die Süddeutsche Zeitung Ulmen selbst als Rächer der Entnervten.
Am 10. Januar 2005 startete auf ProSieben seine Serie Mein neuer Freund, die in den Medien breit diskutiert und mit moralischen Maßstäben gelobt wie kritisiert wurde. Wegen verhältnismäßig geringer Einschaltquoten (1,2 Millionen Zuschauer in der Prime-Time) setzte der Sender die Serie nach der ersten Episode ab. Die Kritiken großer Zeitungen von FAZ über Süddeutsche Zeitung bis Welt am Sonntag waren dagegen positiv. Nach der Einstellung der Serie formierte sich im Internet Widerstand. Auf der Fanpage der Serie trugen sich knapp 7000 Besucher ins Gästebuch ein und forderten eine Wiederaufnahme ins Programm, was ProSieben Ende Februar 2005 dazu veranlasste, die Serie donnerstags im Spätprogramm (23:15 Uhr) fortzusetzen. Trotz nun deutlich besserer Marktanteile lagen die Quoten weiterhin unter dem Senderschnitt. Mein neuer Freund war aufgrund von Ulmens „überragender Schauspielkunst“ (Zitat Jury) für den Deutschen Fernsehpreis 2005 nominiert.
Nachdem seine Shows weniger durch hohe Einschaltquoten als vielmehr durch positive Kritiken im Feuilleton Aufmerksamkeit erregt und seine Sendungen breite Aufmerksamkeit im Internet erhalten hatten, entschied sich Ulmen dafür, neue Schritte im Internet zu unternehmen. Unter ulmen.tv wurden von Ende August 2008 bis Mitte Juni 2009 wöchentlich neue Clips veröffentlicht, die auf einzelnen Charakteren aus Mein neuer Freund basierten. Der Unterschied zu Mein neuer Freund besteht darin, dass die Figuren nicht vor versteckter Kamera agieren, sondern unter dem Vorwand, eine Reality-Soap zu drehen, im klar erkennbaren TV-Kontext mit Menschen in Berührung kommen.

### Tätigkeit als Produzent
Für ulmen.tv gründete Ulmen 2008 das Unternehmen Ulmen Television GmbH, das er seither zusammen mit der Autorin und Produzentin Janna Nandzik als Geschäftsführer in Berlin betreibt. Er produzierte diverse Fernsehsendungen (zum Beispiel Uwe Wöllner trifft … für den rbb), Online-Formate (z. B. Der 12. Mann in Zusammenarbeit mit dem FC Bayern München) und Werbung. Ab Oktober 2010 zeigte sich Ulmen in der Rolle des Uwe Wöllner mit einer eigenen Talkshow bei rbb und EinsFestival. Von Uwe Wöllner will’s wissen waren insgesamt sechs Episoden geplant.
Der von Ulmen Television betriebene Web-TV-Anbieter ulmen.tv lief zunächst auf dem Portal MySpass.de in Kooperation mit Brainpool. Zum Herbst 2010 wechselte Ulmen mit ulmen.tv zum Telekom-Portal 3min.de. Die von der Ulmen Television produzierte Serie DIE SNOBS – Sie können auch ohne Dich war dort ab 1. November 2010 zu sehen. Während die Ulmen Television ihre für das Internet produzierten Clips zur Zweitverwertung zuvor dem Fernsehsender Comedy Central verkauft hatte, wurde die Sitcom DIE SNOBS – Sie können auch ohne Dich erstmals am 11. November 2010 auf dem Sender ZDFneo in einer erweiterten Fassung als sechsteilige Miniserie ausgestrahlt. 2011 erhielt sie eine Nominierung für den Adolf-Grimme-Preis in der Kategorie Unterhaltung.
Ab Dezember 2010 war Ulmen Produzent der Sendung Stuckrad Late Night, späterer Titel Stuckrad-Barre, die bis 2013 von Tele 5 gesendet wurde. In der von Benjamin von Stuckrad-Barre moderierten Show hatte Ulmen selbst kleine Auftritte in seiner Rolle als Uwe Wöllner. Das erklärte Ziel der in vier Staffeln ausgestrahlten Nachtshow lautete: „Wir wollen Überraschungsmomente schaffen“.
2009 gründete Christian Ulmen darüber hinaus die Ulmen Film GmbH, die sich auf die Produktion von Kinofilmen spezialisiert hat. Die Ulmen Television GmbH kümmert sich weiterhin um die Produktion von Fernsehserien, Fernsehshows, viraler Werbung und Internet-TV. Ulmens dokumentarischer Film, bei dem er sechs Wochen lang den 18-jährigen Gymnasiasten Jonas verkörperte, der Abitur machen möchte, kam 2012 als Jonas – Stell dir vor, es ist Schule und du musst wieder hin! in die Kinos.
Im Oktober 2012 startete die Onlineplattform ulmen.tv. Auf ihr sind neben den schon bekannten Inhalten aus der Zeit von MySpass.de auch die Sendung Stuckrad-Barre sowie die Snobs zu sehen.
2013 begann die vorgeblich von seiner Kunstfigur Uwe Wöllner konzipierte und moderierte Reality-Spielshow Who wants to fuck my girlfriend? Zwei vergebene Männer wetten darin, welcher die von anderen Männern begehrtere Freundin hat. In der ersten Staffel wurden 12 Folgen produziert.
Von 2017 bis 2023 fungierte Ulmen als Regisseur, Autor und Hauptdarsteller bei der Comedy-Fernsehserie Jerks. Dort verkörpert er sich selbst als fiktiven Ex-Mann von Collien Ulmen-Fernandes. jerks wurde für mehrere Preise nominiert und gewann u. a. den Deutschen Fernsehpreis und drei Mal den renommierten Deutschen Comedypreis.
2019 gründete Ulmen gemeinsam mit Carsten Kelber und der ProSiebenSat1 Media SE die Produktionsfirma Pyjama Pictures, unter deren Dach Ulmen u. a. jerks. und Die Discounter für Amazon Prime Video Germany produziert.

### Kolumnen
Ulmen schrieb bereits Medien-Kolumnen über Konsumverhalten für Die Zeit und Neon, außerdem für den Tagesspiegel und das Magazin der Süddeutschen Zeitung. Bis zu deren Einstellung 2009 war er auch Kolumnist der deutschen Ausgabe von Vanity Fair.

## Privates

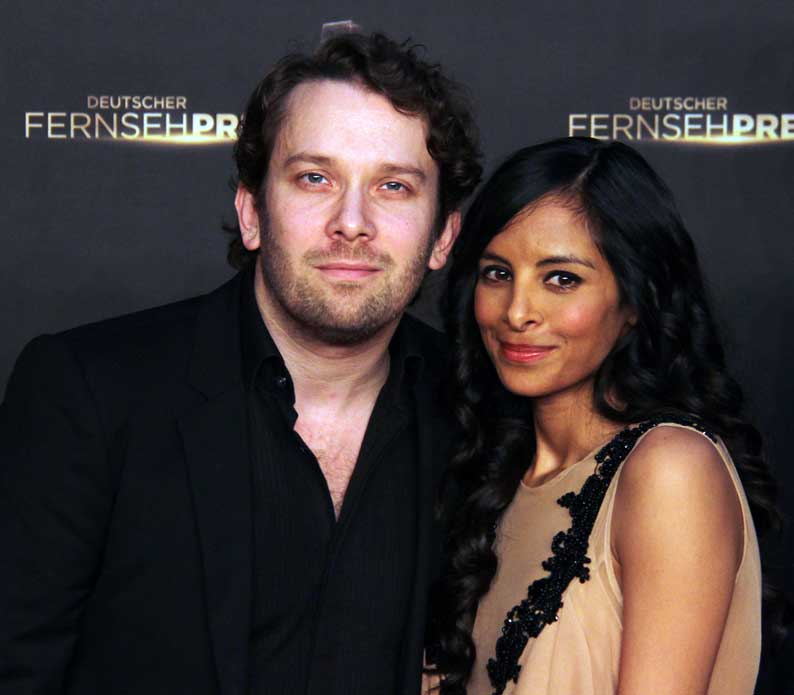
Christian Ulmen mit seiner Ehefrau Collien Ulmen-Fernandes, 2012

Aus der Ehe mit seiner Frau Huberta, mit der er seit 1999 liiert war, hat er einen Sohn. 2010 trennte sich Ulmen nach fünf Jahren Ehe von seiner Frau.
2011 heiratete er Collien Fernandes, im April 2012 brachte sie die gemeinsame Tochter zur Welt.
Ulmen lebte in Potsdam, im Januar 2023 wanderte er mit seiner Familie nach Mallorca aus.

## Filmografie

### Kino
- 2003: Verschwende deine Jugend
- 2003: Herr Lehmann
- 2005: Der Fischer und seine Frau
- 2006: Elementarteilchen
- 2006: FC Venus – Angriff ist die beste Verteidigung
- 2006: Knallhart
- 2007: Alice im Niemandsland (Kurzfilm)
- 2008: Robert Zimmermann wundert sich über die Liebe
- 2009: Maria, ihm schmeckt’s nicht!
- 2009: Männerherzen
- 2010: Jerry Cotton
- 2010: Hochzeitspolka
- 2010: Vater Morgana
- 2010: 3faltig
- 2010: Marmaduke (Synchronsprecher)
- 2011: Männerherzen … und die ganz ganz große Liebe
- 2011: Wickie auf großer Fahrt
- 2011: Jonas – Stell dir vor, es ist Schule und du musst wieder hin!
- 2011: Einer wie Bruno
- 2012: Wer’s glaubt wird selig
- 2012: Ralph reichts (Synchronsprecher)
- 2014: Alles ist Liebe
- 2015: Ooops! Die Arche ist weg (Synchronsprecher)
- 2015: Gespensterjäger – Auf eisiger Spur
- 2015: Becks letzter Sommer
- 2015: Macho Man
- 2016: Mullewapp – Eine schöne Schweinerei (Synchronsprecher)
- 2016: Antonio, ihm schmeckt’s nicht!
- 2019: Playmobil – Der Film (Synchronsprecher)
- 2020: Ooops! 2 – Land in Sicht (Synchronsprecher)
- 2020: Ursus

### Fernsehen
- 1998/1999: MTV Alarm (MTV)
- 2000–2003: Unter Ulmen (MTV)
- 2004–2006: Ulmens Auftrag (MTV)
- 2005: Mein neuer Freund (ProSieben)
- 2005: Rosa Roth – Flucht nach vorn (ZDF)
- 2006: Die ProSieben Märchenstunde: Hans im Glück – Tauschrausch im Märchenland (ProSieben)
- 2007–2008: Dr. Psycho – Die Bösen, die Bullen, meine Frau und ich (ProSieben)
- 2008: MTV Star Tracks (MTV)
- 2008: Ulmen, Zimmer 104 (MTV)
- 2008–2010: ulmen.tv (Comedy Central)
- 2009: Schade um das schöne Geld (ZDF)
- 2009–2010: Uwe Wöllner wills wissen (RBB Fernsehen)
- 2010: DIE SNOBS – Sie können auch ohne Dich (ZDFneo)
- 2010: Der Grüffelo (ZDF)
- 2010–2013: Stuckrad Late Night/Stuckrad-Barre (ZDFneo/Tele 5, als Produzent)
- 2012: Das Grüffelokind (ZDF)
- 2013: Who wants to fuck my girlfriend? (Tele 5)
- 2013: Für Hund und Katz ist auch noch Platz (ZDF)
- 2013: Tatort: Die Fette Hoppe
- 2014–2016: Mann/Frau (BR Fernsehen, auch als Produzent)
- 2015: Tatort: Der Irre Iwan
- 2015: Webvideopreis Deutschland (EinsPlus)
- 2016: Tatort: Der treue Roy
- 2017–2023: jerks.
- 2017: Tatort: Der scheidende Schupo
- 2017: Tatort: Der wüste Gobi
- 2018: Tatort: Der kalte Fritte
- 2018: Tatort: Die robuste Roswita
- 2019: Tatort: Der höllische Heinz
- 2019: Tatort: Die harte Kern
- 2020: Tatort: Der letzte Schrey
- 2021: Tatort: Der feine Geist
- 2021: Die Discounter (nur Produktion)

### Internet
- 2008–2010: ulmen.tv; Neues von den neuen Freunden
- 2009: YouTube Secret Talents (als Uwe Wöllner)
- 2009: Der 12. Mann (als Frerk Ohm für den FC Bayern München)
- 2010: YouTube Secret Talents (als Uwe Wöllner)
- 2010: DIE SNOBS – Sie können auch ohne Dich (als Astor)

### Videoalben
- 2005: Mein neuer Freund (DE: Gold)[28]
- 2008: Der frühe Ulmen – Versunkene Werke der Periode MTV (Vol. 1)
- 2008: Der frühe Ulmen – Versunkene Werke der Periode MTV (Vol. 2)
- 2009: Best of ulmen.tv
- 2010: Uwe Wöllner – Meine goile DVD Box

## Hörbücher/Hörspiele (Auswahl)
- Provinzglück von George Lindt (erschienen bei Lieblingslied Records / weitere Edition bei Radioropa Hörbuch)[29]
- Beat Shakespeare (erschienen bei Random House Audio)
- Unentschlossen von Benjamin Kunkel (erschienen bei Random House Audio)
- Das Leben für Anfänger von Sławomir Mrożek (erschienen bei Diogenes)
- Psychopolis von Ian McEwan (erschienen bei Diogenes)
- Sehr erfreut, meine Bekanntschaft zu machen von Steve Martin aus der Brigitte-Serie 'Starke Stimmen' (erschienen bei Random House Audio)
- Tiger und Bär im Straßenverkehr von Janosch (erschienen bei Lübbe)
- Schöner wird’s nicht von David Sedaris (erschienen bei Random House Audio)
- Per Anhalter durch die Galaxis von Douglas Adams (erschienen bei Hörverlag), ISBN 978-3-86717-369-8.
- Für Uwe von Christian Ulmen (erschienen bei Argon-Hörbuch), ISBN 3-86610-756-0.
- Auch Deutsche unter den Opfern von Benjamin von Stuckrad-Barre (erschienen bei ROOF MUSIC), ISBN 978-3-941168-26-8.
- Das Restaurant am Ende des Universums von Douglas Adams (erschienen bei Hörverlag), ISBN 978-3-86717-423-7.
- Fever Pitch von Nick Hornby, übersetzt von Ingo Herzke, Random House Audio, ISBN 978-3-8371-2029-5.
- Bin isch Freak, oda was?!: Geschichten aus einer durchgeknallten Republik von Philipp Möller (erschienen bei Lübbe Audio), ISBN 978-3-7857-4858-9.
- Isch hab Geisterblitz: Neue Wortschätze vom Schulhof. von Philipp Möller (erschienen bei Lübbe Audio & BookBeat), ISBN 978-3-7857-4997-5.
- 2023 (Audible): Ralph reichts. Das Original-Hörspiel zum Film, Walt Disney Records
- 2023: Eltern family – Lieblingsmärchen – Box. Random House Audio & Audible, ISBN 978-3-8371-6666-8 (Anthologie, Lesung mit Robert Stadlober, Anna Thalbach u. a.)

## Auszeichnungen
- 2004: Bayerischer Filmpreis als bester Hauptdarsteller in Herr Lehmann
- 2007: Bayerischer Fernsehpreis als bester Schauspieler in Dr. Psycho
- 2007: Goldener Gong für die Hauptrolle in Dr. Psycho
- 2008: Adolf-Grimme-Preis für Dr. Psycho (zusammen mit Ralf Husmann, Ralf Huettner und Richard Huber)
- 2010: Goldener Pokal für den besten Schauspieler im internationalen Wettbewerb beim Internationalen Filmfestival Shanghai für Maria, ihm schmeckt’s nicht
- 2010: Ohrkanus für Für Uwe
- 2010: 1Live Krone für Uwe Wöllner (Beste Comedy)
- 2011: Bambi für Männerherzen
- 2017: Deutscher Comedypreis für jerks
- 2017: Romy für jerks
- 2018: Deutscher Comedypreis für jerks
- 2019: Deutscher Comedypreis für jerks
- 2019: Deutscher Fernsehpreis für jerks